# برايا دو جينشو

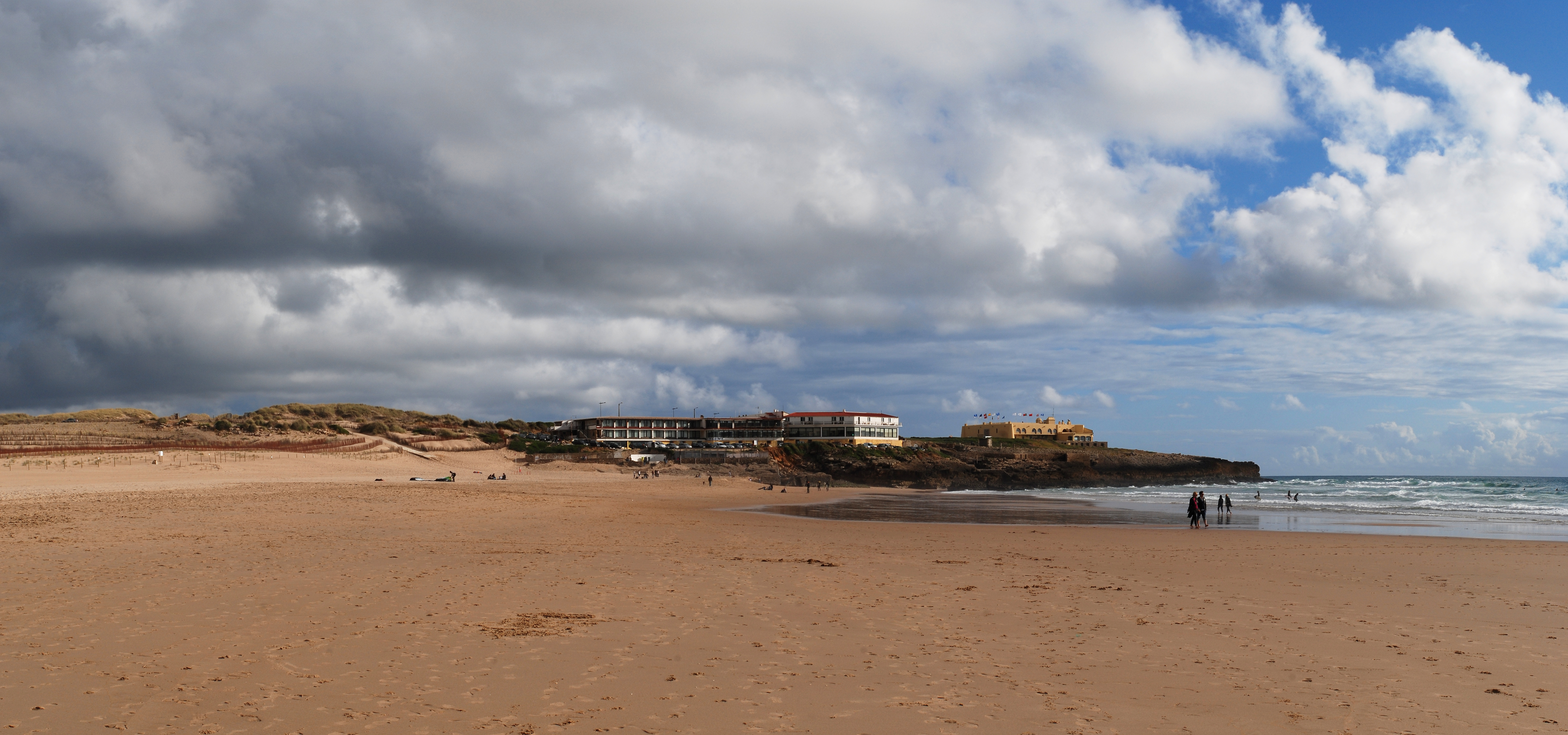
منظر لشاطئ جينشو من الشمال مع قلعة جينشو في الخلف

برايا دو جينشو (بالإنجليزية: Guincho Beach) هو شاطئ أطلنطي شهير يقع على ساحل إشتوريل البرتغالي، على بعد 5 كم من مدينة كاشكايش، ويقع في بلدية كاشكايش، في مقاطعة لشبونة.

## نبذة
الشاطئ يبلغ طوله 800 متر تقريبًا، يشتهر بركوب الأمواج وركوب الأمواج شراعيًا. تسود الرياح الشمالية القوية خلال فصل الصيف (يونيو - أغسطس)، مما يجعل هذا الشاطئ مثاليًا لركوب الأمواج شراعيًا. خلال فصل الشتاء (خاصةً في شهر ديسمبر)، تكون الرياح السائدة من الشرق، ويزداد حجمها، مما يجعلها مكانًا مثاليًا لركوب الأمواج.